# Future Nostalgia (album de Dua Lipa)
Future Nostalgia este al doilea album de la Dua Lipa. A fost lansat pe 27 martie 2020 de Warner Records, după ce a scăpat în totalitate cu două săptămâni înainte de lansarea inițială, 3 aprilie 2020. Începând la munca albumului la începutul anului 2018, Lipa a înscris scriitori și producători precum Jeff Bhasker, Ian Kirkpatrick, Stuart Price, Monsters and the Strangerz și alții pentru a crea melodii disco și pop cu un sentiment nostalgic și electronic. Sonic, Dua și-a găsit inspirația în muzica artiștilor pe care i-a ascultat în adolescență, precum cea a lui Gwen Stefani, Madonna, Moloko, Blondie și Outkast. Albumul a fost precedat de trei single-uri și un single promoțional. Don't Start Now a fost lansat pe 1 noiembrie 2019, drept single-ul principal al albumului, obținând un succes critic și comercial. Piesa s-a clasat pe locul doi în topul Billboard Hot 100. Piesa principală a fost lansată ca single promoțional pe 13 decembrie 2019. Physical și Break My Heart au fost lansate ca fiind al doilea și respectiv al treilea single. Hallucinate a fost lansat ca al patrulea single pe 10 iulie 2020. Pentru a promova albumul, Lipa a anunțat Turneul Future Nostalgia, începând din ianuarie 2021.
După lansarea sa, Future Nostalgia a primit aclamări din partea criticilor muzicali, mulți dintre ei lăudând coeziunea și producția sa.

## Producție
După lansarea albumului Dua Lipa: Complete Edition în octombrie 2018, Lipa a anunțat un nou single intitulat Swan Song. Pe 24 ianuarie 2019, single-ul a fost lansat pentru filmul Alita: Battle Angel și a fost întâmpinat de un succes comercial moderat. În aceeași lună, Lipa a declarat că a petrecut anul trecut în procesul de scriere pentru un al doilea album de studio. În timp ce discuta despre sunetul albumului, Lipa a comentat că ar fi o înregistrare pop "nostalgică" care se simte ca "o clasă de dans". În ceea ce privește dezvoltarea albumului, Lipa a declarat:
Ceea ce voiam să fac cu acest album a fost să mă desprind de zona mea de comfort și să mă provoc să fac muzică care simțea că poate sta alături de unele dintre melodiile mele preferate clasice, în timp ce mă simt în continuare proaspătă și unică a mea. Sunetul meu s-a maturizat în mod natural pe măsură ce am crescut, dar am vrut să păstrez aceeași sensibilitate pop ca și pe prima înregistrare. 
În urma lansării single-ului principal Don't Start Now, Future Nostalgia și turneul său în arenă au fost anunțate în decembrie 2019. Lipa a declarat că albumul a fost inspirat de artiști printre care Madonna, Gwen Stefani, Moloko, Blondie și Outkast. Ea a spus că albumul va prezenta mult mai mult, un element live inspirat de turneu cu trupa ei, dar mixat împreună cu producția electronică modernă.
Pe 29 ianuarie 2020, cântăreața a dezvăluit coperta albumului, împreună cu data lansării din 3 aprilie 2020. Pe 23 martie 2020, Lipa a anunțat o dată de lansare anterioară din 27 martie 2020, în care și-a exprimat îngrijorarea cu privire la lansarea muzicii în timpul pandemiei de Coronavirus. Anunțul a venit în urma scăpării albumului. Lucrarea pentru coperta albumului a fost făcută de fotograful francez Hugo Comte.

## Înregistrare
Lipa a început să înregistreze albumul în ianuarie 2018 și l-a terminat în februarie 2020. Ea a înregistrat aproape 60 de melodii în timpul producției albumului. Lipa a colaborat cu producătorii Nile Rodgers, Max Martin, Mark Ronson și Pharrell Williams, cu cântăreți precum Normani, Ariana Grande și Miley Cyrus, însă niciuna dintre colaborări nu a ajuns la lista de piese finale a albumului. Single-ul Un Dia în colaborare cu J Balvin, Bad Bunny și Tainy a fost înregistrat în timpul sesiunilor pentru Future Nostalgia.
Future Nostalgia a fost produs de colaboratorii precedenți ai lui Lipa Koz, Ian Kirkpatrick și TMS, precum și cei cu care a colaborat pentru prima dată Jeff Bhasker, Jason Evigan, SG Lewis, Lindgren, The Monsters & Strangerz, Stuart Price, Take a Daytrip și Andrew Watt. Lipa a lucrat anterior cu Koz, Kirkpatrick și TMS la albumul ei de debut. Koz a fost cel mai frecvent producător de pe album, producând patru dintre piesele ei și co-scriind două. Price, care este cunoscut pentru co-producerea albumului Confessions on a Dance Floor de la Madonna, nu are credite de scriere pe album, cu toate acestea, el a produs trei melodii și ține loc de producător suplimentar la una dintre melodiile albumului. Evigan a produs o melodie și a co-scris două, în timp ce Kirkpatrick, care este cunoscut pentru producerea melodiei New Rules, a scris și a produs două piese. Bhasker, TMS, Lewis, Watt, The Monsters & Strangerz, Lindgren și Take a Daytrip au doar un singur credit de producție și scriere. Alți artiști cu credite de scris sunt Julia Michaels, Tove Lo și Emily Warren.
Unul dintre studiourile la care a lucrat a fost Geejam Studios din Jamaica. Inițial, ea a intenționat să numească albumul Glass House. După ce a lucrat la album timp de aproape un an, Lipa a venit cu un nou titlu de album, Future Nostalgia, în timp ce se afla în drum spre o emisiune radio din Las Vegas, în perioada premiilor American Music Awards 2018. După ce s-a gândit la titlu, Lipa a lucrat de la capăt, gândindu-se la sunetul și conținutul liric dorit de ea. Levitating a fost înregistrată la scurt timp după redenumirea albumului și a fost prima piesă înregistrată ce apare pe lista finală a albumului. Glass House a fost folosit mai târziu ca o lirică în piesa de titlu a albumului.

## Lista de piese
| Lista pieselor din Future Nostalgia |                     |                                      |         |  |
| Nr.                                 | Titlu               | Producători                          | Lungime |  |
| 1.                                  | „Future Nostalgia”  | Bhasker Skylar Mones                 | 3:04    |  |
| 2.                                  | „Don't Start Now”   | Kirkpatrick Ailin                    | 3:03    |  |
| 3.                                  | „Cool”              | TMS Stuart Price Lorna Blackwood     | 3:29    |  |
| 4.                                  | „Physical”          | Koz Evigan Blackwood Gian Stone      | 3:13    |  |
| 5.                                  | „Levitating”        | Koz Price                            | 3:23    |  |
| 6.                                  | „Pretty Please”     | Kirkpatrick Juan Ariza               | 3:14    |  |
| 7.                                  | „Hallucinate”       | Price SG Lewis Lauren D'Elia         | 3:28    |  |
| 8.                                  | „Love Again”        | Koz Price Blackwood                  | 4:18    |  |
| 9.                                  | „Break My Heart”    | Andrew Watt The Monsters & Strangerz | 3:41    |  |
| 10.                                 | „Good in Bed”       | Lindgren Take a Daytrip              | 3:38    |  |
| 11.                                 | „Boys Will Be Boys” | Koz Rupert Christie Blackwood        | 2:46    |  |
| Lungime totală:                     | Lungime totală:     | Lungime totală:                      | 37:17   |  |

| Future Nostalgia Ediția Japoneză (piese bonus) |                                                |         |  |
| Nr.                                            | Titlu                                          | Lungime |  |
| 12.                                            | „Don't Start Now” (Live in LA remix)           | 5:40    |  |
| 13.                                            | „Don't Start Now” (Purple Disco Machine remix) | 3:36    |  |
| 14.                                            | „Physical” (Leo Zero Disco remix)              | 4:18    |  |
| Lungime totală:                                | Lungime totală:                                | 51:42   |  |

## Clasamente
| Chart (2020)                             | Peak position |
| ---------------------------------------- | ------------- |
| Australian Albums (ARIA)                 | 1             |
| Austrian Albums (Ö3 Austria)             | 2             |
| Belgian Albums (Ultratop Flanders)       | 2             |
| Belgian Albums (Ultratop Wallonia)       | 5             |
| Canadian Albums (Billboard)              | 2             |
| Croatian Albums (HDU)                    | 1             |
| Czech Albums (ČNS IFPI)                  | 1             |
| Danish Albums (Hitlisten)                | 4             |
| Dutch Albums (MegaCharts)                | 2             |
| Estonian Albums (Eesti Tipp-40)          | 1             |
| Finnish Albums (Suomen virallinen lista) | 1             |
| French Albums (SNEP)                     | 5             |
| German Albums (Media Control)            | 4             |
| Greek Albums (IFPI)                      | 6             |
| Hungarian Albums (MAHASZ)                | 1             |
| Icelandic Albums (Plötutíðindi)          | 5             |
| 1                                        |               |
| Italian Albums (FIMI)                    | 3             |
| Japan Hot Albums (Billboard Japan)       | 26            |
| Japanese Albums (Oricon)                 | 24            |
| Latvian Albums (LAIPA)                   | 1             |
| Lithuanian Albums (AGATA)                | 1             |
| New Zealand Albums (Recorded Music NZ)   | 1             |
| Norwegian Albums (VG-lista)              | 2             |
| Polish Albums (ZPAV)                     | 4             |
| Portuguese Albums (AFP)                  | 2             |
| Scottish Albums (OCC)                    | 1             |
| Slovak Albums (ČNS IFPI)                 | 2             |
| Korean Albums (GAON)                     | 29            |
| Spanish Albums (PROMUSICAE)              | 2             |
| Swedish Albums (Sverigetopplistan)       | 4             |
| Swiss Albums (Schweizer Hitparade)       | 4             |
| UK Albums (OCC)                          | 1             |
| US Billboard 200                         | 4             |